# بيرت تراوتمان
بيرت تراوتمان (بالألمانية: Bert Trautmann)؛ (مواليد 22 أكتوبر 1923 - الوفاة 19 يوليو 2013) هو مدرب ولاعب كرة قدم ألماني سابق بدأ مسيرته التدريبية عام 1965 وكان أول فريق يدربه هو ستوكبورت كونتي. ، اختتم مسيرته كمدرب عام 1983 مع منتخب باكستان لكرة القدم. بدأ مسيرته كلاعب عام 1948 مع سانت هيلينز تاون. عندما كان لاعباً خاض 553 مباراة سجل خلالها 0 أهداف وكان يلعب كحارس مرمى.

## روابط خارجية
- بيرت تراوتمان على موقع قاعدة بيانات كرة القدم.إي يو (الإنجليزية)
- بيرت تراوتمان على موقع بيانات كرة القدم. دي إي (الألمانية)
- بيرت تراوتمان على موقع عالم كرة القدم.نت (الإنجليزية)